# Анатолій (художник)
Анато́лій — український художник другої половини XVII століття. Родом з Волині.

## Біографічні відомості
Був ієромонахом Почаївської лаври. Є також дані, що був вікарієм (заступником єпископа) Волинської єпархії.

## Творчість
Під безпосереднім враженням від подій намалював велике полотно батального змісту «Облога Почаєва турками 1675 року» (до нашого часу не збереглося, до початку XX століття зберігалося в Почаївській лаврі). Уявлення про картину дає її гравіроване повторення, виконане 1704 року Никодимом Зубрицьким.